# Cosmicisme
Ne doit pas être confondu avec Cosmisme.

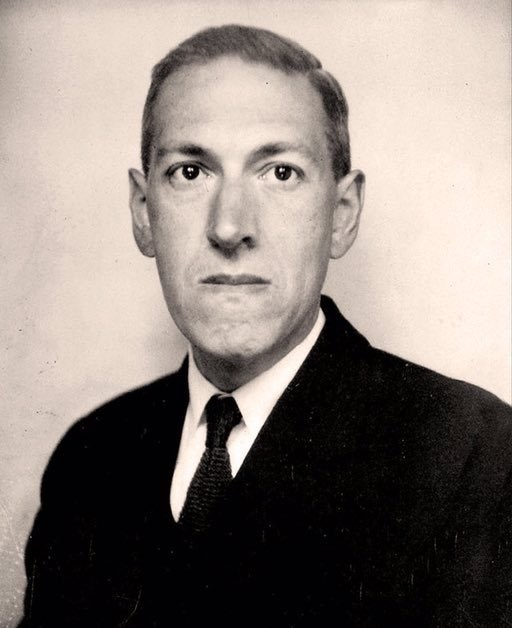
Howard Phillips Lovecraft.

Le cosmicisme peut être considéré comme une philosophie littéraire exprimée par l'écrivain américain Howard Phillips Lovecraft (1890-1937) dans son œuvre se rattachant au genre de la Weird Fiction,.

## Principes du cosmicisme

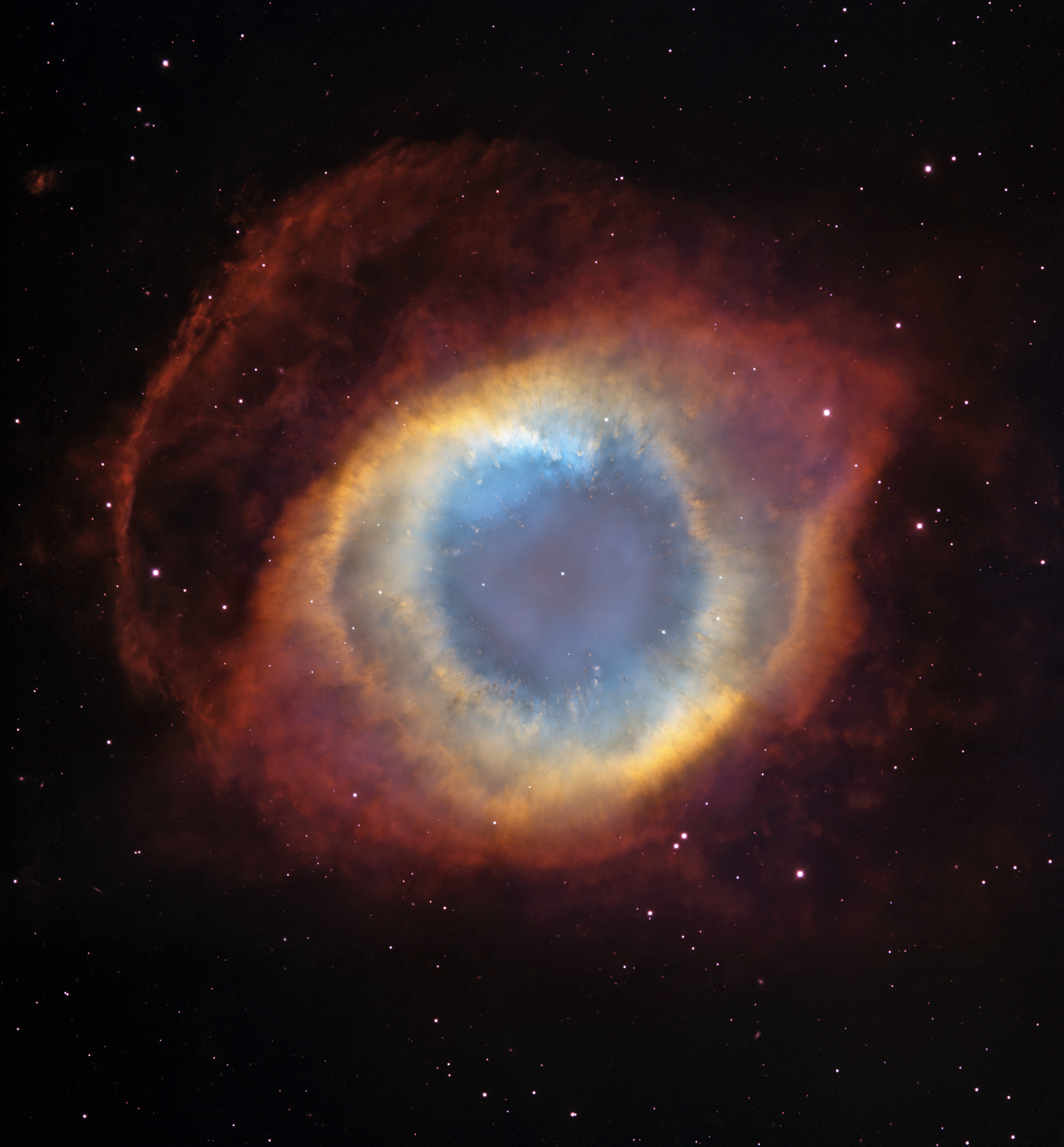
Nébuleuse NGC 7293.

La philosophie du cosmicisme postule qu'il n'y a pas de présence divine connaissable dans l'univers et que les humains sont particulièrement insignifiants dans l'infini intergalactique. Ils seraient seulement une espèce primitive projetant ses propres superstitions sur le vaste cosmos. Elle suggère également que l'humanité serait constituée de créatures sommaires et insignifiantes au regard des luttes d'influences à l'échelle cosmique, où des forces incommensurables - formes de vie quasi omnipotentes ou races très anciennes et très sages à la technologie avancée - mènent une lutte dont la puissance, les enjeux et les forces dépassent notre entendement. 
Le thème le plus important du cosmicisme est sans doute l'insignifiance de l'humanité. Lovecraft disait à ce propos :

« Nous vivons sur une île de placide ignorance, au sein des noirs océans de l'infini, et nous n'avons pas été destinés à de longs voyages. Les sciences, dont chacune tend dans une direction particulière, ne nous ont pas fait trop de mal jusqu'à présent ; mais un jour viendra où la synthèse de ces connaissances dissociées nous ouvrira des perspectives terrifiantes sur la réalité et la place effroyable que nous y occupons : alors cette révélation nous rendra fous, à moins que nous ne fuyions cette clarté funeste pour nous réfugier dans la paix et la sécurité d'un nouvel âge de ténèbres. »

— H. P. Lovecraft
 Dans les nouvelles de Lovecraft, ce n'est pas tant l'absence de sens qui provoque la terreur pour les protagonistes mais la découverte qu'ils n'ont absolument aucun pouvoir pour effectuer tout changement dans l'univers, indifférent, et finalement incompréhensible qui les entoure. Quel que soit le sens ou l'objet qui peut ou peut ne pas être investi dans des actions des êtres cosmiques dans les histoires de Lovecraft, il reste totalement inaccessible aux personnages humains.
Le cosmicisme de Lovecraft est  le résultat de son mépris pour toutes les religions, son sentiment d'impuissance existentielle de l'humanité face à ce qu'il a appelé les « espaces infinis » ouverts par la pensée scientifique, et sa conviction que l'humanité est fondamentalement à la merci de l'immensité et du vide cosmique. Dans ses œuvres de fiction, ces idées sont souvent explorées avec humour (Herbert West, réanimateur, 1922), à travers les récits fantastiques de rêves (La Quête onirique de Kadath l'inconnue, 1927) ou à travers son célèbre Mythe de Cthulhu (L'Appel de Cthulhu, 1928 et autres). Les thèmes relatifs au cosmicisme explorés dans ces fictions sont l'insignifiance de l'humanité dans l'univers et la recherche de la vérité conduisant au désastre.

## «Indifférence cosmique»
Bien que le cosmicisme semble profondément pessimiste, H.P. Lovecraft se considérait ni comme un pessimiste ni optimiste mais plutôt comme un « indifférentiste », un thème exprimé dans sa fiction. Dans le travail de Lovecraft, les êtres humains sont souvent soumis à des êtres puissants et d'autres forces cosmiques, mais ces forces ne sont pas tellement malveillantes car elles sont indifférentes envers l'humanité. Cette indifférence est un thème important du cosmicisme. L'érudit lovecraftien S. T. Joshi souligne que « Lovecraft était constamment engagé dans des débats (plus ou moins) géniaux sur la religion avec plusieurs collègues, et notamment avec l'écrivain pieux et professeur Maurice W. Moe. Lovecraft ne cachait pas son athéisme et sa forte conviction anti-religieuse ; il considérait la religion comme non seulement fausse, mais aussi dangereuse pour le progrès social et politique. » En tant que tel, le cosmicisme de Lovecraft n'était pas religieux du tout, mais était plutôt une version de son matérialisme mécanistique. » Lovecraft a donc adopté une philosophie de l'indifférence cosmique. Il croyait en un univers dénué de sens, mécanique, insensible et que les êtres humains, avec leurs facultés naturellement limitées, ne pourraient jamais comprendre pleinement. Son point de vue n'a eu aucune indulgence pour les croyances religieuses qui ne pouvaient pas être soutenues scientifiquement. Les incompréhensibles forces cosmiques de ses contes ont aussi peu d'égard pour l'humanité que les humains ont d'égard pour les insectes.
Très hostile à la religion, Lovecraft a utilisé divers « dieux » dans ses histoires, en particulier les contes de Cthulhu connexes. Cependant, Lovecraft ne les a jamais conçus comme étant des êtres surnaturels ; ils ne sont que des extraterrestres qui comprennent et obéissent à un ensemble de lois naturelles, qui à la compréhension humaine limitée semblent magiques. Ces êtres (les Grands Anciens et autres) - bien que dangereux pour l'humanité - ne sont ni bons ni mauvais, et les notions de la morale humaine n'ont pas de sens pour eux. Comme un symbole, ils représentent le genre d'univers en lequel Lovecraft croyait, un univers dans lequel l'humanité est une tache insignifiante, condamnés à aller et venir, son apparence et son passage inaperçu ne manquant à personne.

## Cosmicisme dans les jeux vidéo
Cette philosophie se retrouve aussi ailleurs que dans la littérature comme dans les séries de jeu vidéo Mass Effect et Halo. Ces séries ont pour point commun de se dérouler à une époque futuriste où l'humanité commence à explorer l'espace. Mais cette exploration du cosmos va les amener à rencontrer des espèces intelligentes supérieures à l'humanité (les Moissonneurs de Mass Effect et les Forerunners de Halo). On peut faire la corrélation entre ces espèces antérieures à l'apparition de l'humanité et les entités créés par Lovecraft dans ses nouvelles.